# Blocs del Seminari
Blocs del Seminari era un edifici de Lleida inclòs a l'Inventari del Patrimoni Arquitectònic de Catalunya.

## Descripció
Bloc d'habitatges de planta baixa i quatre pisos, amb una zona de cinc pisos i porxada. Amb forma d'abraçada, era més important per l'espai que ocupa que per la qualitat de la construcció, la qual és a base de maó arrebossat i gelosies de formigó.

## Història
Els Blocs del Seminari van ser fruit d'una actuació d'habitatge públic municipal portada a terme als anys 50 i es van construir on antigament hi havia el convent dels jesuïtes, anomenat "Colegio de la Compañía" i enderrocat l'any 1949. L'agost de 2009 es va publicar el Pla de millora urbana en l'àmbit de la plataforma del Seminari i l'any següent va començar l'enderroc de l'edifici.